# Fresco (Lindberg)
Fresco is een compositie van de Fin Magnus Lindberg. Lindberg verbond titels van zijn composities vaker aan andere kunstuitingen, zie bijvoorbeeld Sculpture en Sculpture II.

## Geschiedenis
Het werk is geschreven op verzoek van het Los Angeles Philharmonic Orchestra, waar Esa-Pekka Salonen toen al af en toe gastdirigent was. Het was zijn eerste opdracht van een Amerikaans symfonieorkest. Esa-Pekka Salonen, vriend van de componist gaf de eerste uitvoering van het werk op 12 maart 1987, waarbij Lindberg aanwezig was. Lindberg bezocht ook de andere uitvoeringen en gaf zelf nog enige concerten als dirigent met leden van het orkest. Vervolgens ging het werk naar New York, om ook daar uitgevoerd te worden. Deze zegetocht van het werk bereikt in 1999 België door middel van een uitvoering van het Koninklijk Filharmonisch Orkest van Vlaanderen.

## Muziek
Het werk bestaat uit één langgerekt deel. Lindberg heeft als basis voor deze compositie de gamelanmuziek gebruikt; daarvan zijn twee varianten. De drukke en beweeglijke voor buitenceremonies; de ingetogen en verstilde voor de binnenceremonies. De titel Fresco heeft het te danken aan de manier waarop een fresco tot stand komt; een minutieuze beschildering op een grove achtergrond. De muziek is dan ook een constante afwisseling van verfijnde en technische met grove en haast verstaande passages. Deze afwisseling wordt ondersteund door het verschil in dynamiek. Lindberg maakte daarbij geen gebruik van melodielijnen die de overgang begeleiden, maar laat als het ware de verfijnde muziek in de kakofonie storten, die dan vervolgens weer oplost tot het verfijnde. De componist schreef zelf, dat het werk in een soort sonatevorm is gecomponeerd, om het geheel overzichtelijk te houden, maar die vorm is maar deels terug te vinden bij beluistering. Het is een komen en gaan van klankschakeringen totdat het werk na 20 minuten ineens tot een stilstand komt, nadat het gehele orkest zich in het slotakkoord heeft gestort. Dat slotakkoord lost vervolgens langzaam op tot een ijle klankschakering.

### Orkestratie
- 2 dwarsfluiten 1 piccolo tevens altfluit, 2 hobo’s,1 althobo, 2 klarinetten waarvan nr. 3 ook esklarinet, basklarinet, 2 fagotten; 1 contrafagot;
- 4 hoorns, 4 trompetten, 4 trombones, 1 tuba’s;
- percussie I : vibrafoon, metaalplaten, glockenspiel, middelgrote en grote tamtam, diverse bekkens, bongo’s en kleine trom
- percussie II: marimba, spring coil, triangel, grote trom, Chinese bekken, bongo’s en gong;
- percussie III: crotales, mark tree, triangel, buisklokken, tamtam (erg groot), Thaise gongs, bekkens, 4 tom-toms, tempelblokken en woodblocks;
- piano gecombineerd met celesta, harp;
- violen, altviolen, celli, contrabassen.

## Discografie
- Uitgave Sony BMG: Philharmonia Orchestra o.l.v. Salonen in een opnamen van november 2001 (uit de handel genomen).